# Mihăilești
Mihăilești és una ciutat situada al comtat de Giurgiu, Muntènia (Romania). Administra tres pobles: Drăgănescu, Novaci i Popești. Es va convertir oficialment en una ciutat el 1989, com a resultat del programa de sistematització rural romanès.
La ciutat es troba al costat del riu Argeș, que en aquest punt està embassat, formant un llac d’uns 5 quilometres llarg. Es va crear com a part del projecte del canal Danubi-Bucarest i alimenta una central hidroelèctrica.
El poble de Popești és la ubicació d’un important descobriment arqueològic: un gran assentament daci que alguns historiadors, com Vasile Pârvan i el professor Radu Vulpe, creien que era l'Argedava esmentat al Decret de Dionisòpolis. Aquesta antiga font vincula Argedava amb el rei daci Burebista, i es creu que és la seva cort o capital.
L'església del poble de Drăgănescu, dedicada a Sant Nicolau, conserva quadres del sacerdot Arsenie Boca.

## Enllaços externs

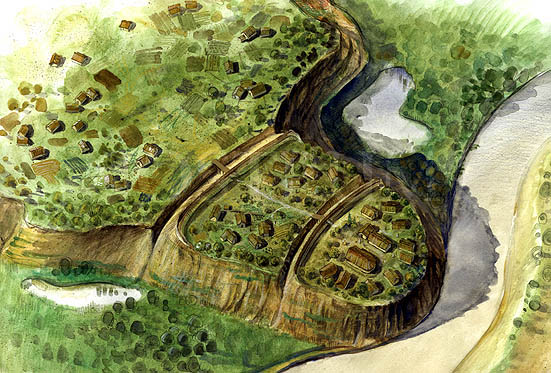
Il·lustració del dava daci a Popești, potencialment la capital de Burebista, Argedava

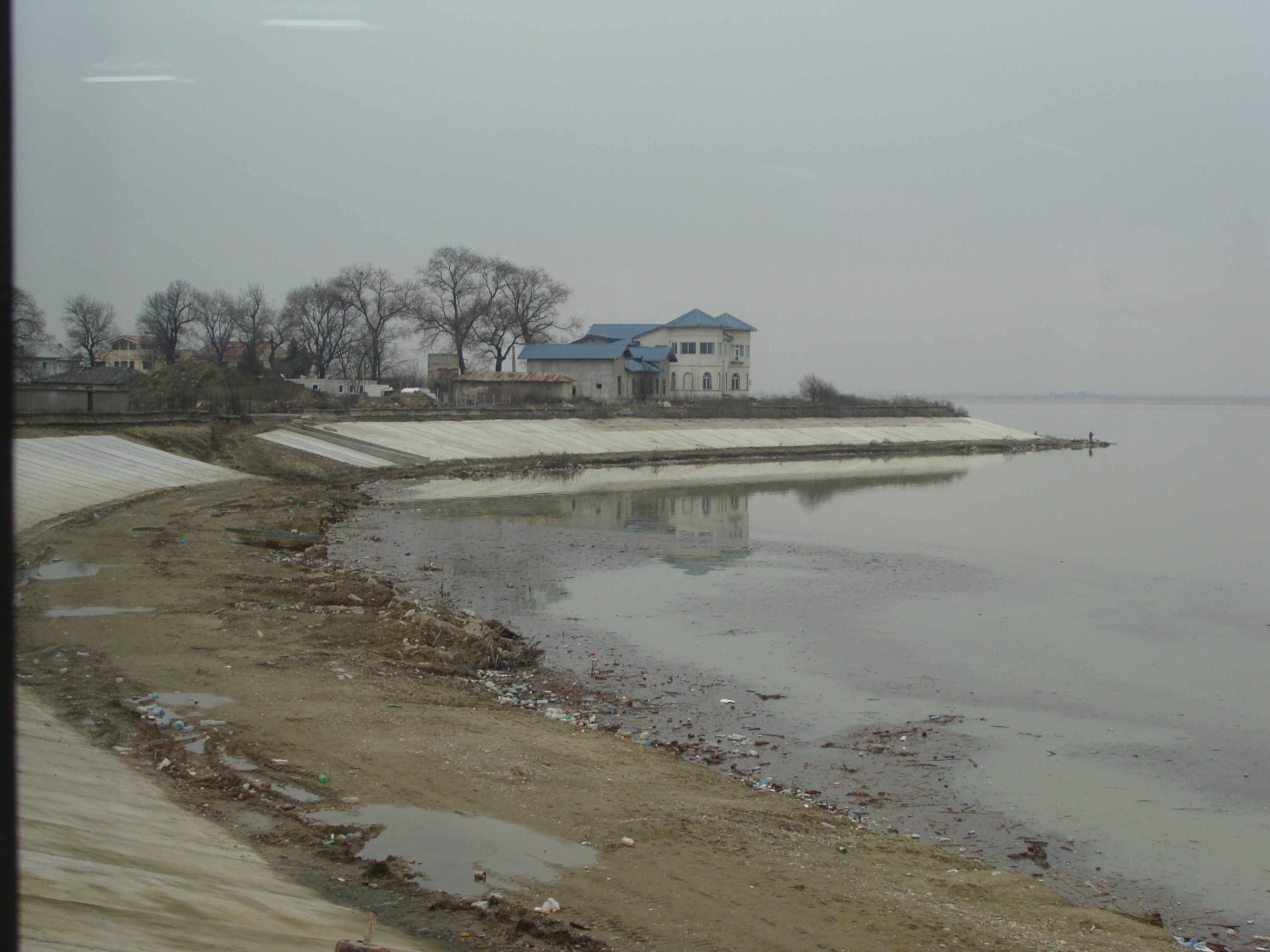
Llac Mihăilești-Cornetu